# Бреб (Марамуреш)
Бреб (рум. Breb) насеље је у Румунији у округу Марамуреш у општини Окна Шугатаг. Oпштина се налази на надморској висини од 501 m.

## Становништво
Према подацима из 2002. године у насељу је живело 1184 становника, од којих су сви румунске националности.